# Walter Clopton Wingfield
Walter Clopton Wingfield (ur. 16 października 1833 w Ruabon, zm. 18 kwietnia 1912) – brytyjski wojskowy, współtwórca współczesnego tenisa.
Wingfield był majorem gwardii konnej.
W 1873 lub 1874 roku opracował i opatentował w londyńskim urzędzie patentowym zasady gry sphairistike, która w 1877 roku, po pewnych zmianach (m.in. zamiana pola gry z trapezów na prostokąty), zyskała charakter współczesnego tenisa. Wingfield był autorem opracowań The Book of the Game i The Major’s Game of Lawn Tennis .
W 1997 roku nazwisko Wingfielda wpisano do Międzynarodowej Tenisowej Galerii Sławy .